# Khosrowābād-e Amjadī
Khosrowābād-e Amjadī (persiska: خسرو آباد امجدی) är en ort i Iran.   Den ligger i provinsen Kermanshah, i den nordvästra delen av landet, 400 km väster om huvudstaden Teheran. Khosrowābād-e Amjadī ligger 1 660 meter över havet och antalet invånare är 223.
Terrängen runt Khosrowābād-e Amjadī är kuperad åt nordväst, men åt sydost är den platt. Khosrowābād-e Amjadī ligger nere i en dal. Runt Khosrowābād-e Amjadī är det ganska tätbefolkat, med 72 invånare per kvadratkilometer. Närmaste större samhälle är Chāghar Bolāgh, 17,4 km nordost om Khosrowābād-e Amjadī. Trakten runt Khosrowābād-e Amjadī består i huvudsak av gräsmarker.